# Houston Stackhouse
Houston Stackhouse, geboren als Houston Goff (Wesson, 28 september 1910 - Helena, 23 september 1980), was een Amerikaanse bluesmuzikant (gitaar, mondharmonica).

## Biografie
Houston Stackhouse groeide op op de Randall Ford Plantation, waar hij de naam van zijn stiefvader James Wade Stackhouse aannam. Omstreeks 1925 verhuisde de familie iets noordelijker naar Crystal Springs, waar zijn muzikale ontwikkeling begon. Naast plaatselijke muzikanten werd hij beïnvloed door de opnamen van Blind Lemon Jefferson, Lonnie Johnson en Blind Blake. Het eerste instrument dat hij leerde, was de mondharmonica. Zijn muzikale carrière begon midden jaren 1930 met optredens samen met de Mississippi Sheiks, Robert Johnson, Charlie McCoy, Walter Vinson en anderen in Mississippi, Arkansas en Louisiana. De meest durende samenwerkingen waren die met Carey 'Ditty' Mason en zijn neef Robert McCullum, beter bekend als Robert Nighthawk, die hem het gitaarspel bijbracht.
In 1946 verhuisde hij naar Helena, waar hij een jaar speelde in Robert Nighthawks band, die hem ook het gitaarspel bijbracht. Vanaf dan speelde hij alleen maar gitaar. Na hun scheiding speelde hij samen met drummer James 'Peck' Curtis, gitarist Joe Willie Wilkins, pianist Robert Traylor en Pinetop Perkins. In 1948 kwam de mondharmonicaspeler Sonny Boy Williamson II erbij en de band trad op in de hele delta. Stackhouse trad ook op met de meeste bluesmuzikanten, die tijdens hun tournees via Helena kwamen, zoals met Jimmy Rogers, Sammy Lawhorn, die hij beide onderwees op de gitaar, Elmore James, Earl Hooker, Willie Love, Ernest Lane en Roosevelt Sykes. Tussen 1948 en 1954 werkte hij overdag als arbeider in de autofabriek Chrysler in West Memphis.
In tegenstelling tot veel andere muzikanten bleef Stackhouse in het zuiden en werkte hij overdag en speelde hij 's nachts. De gehele jaren 1950 en 1960 trad hij steeds weer op met doorreizende muzikanten, zoals Boyd Gilmore, Houston Boines, Frank Frost, Baby Face Turner en anderen. In 1965 keerde Sonny Boy Williamson II terug naar Helena en nam hij Stackhouse op in zijn band, die optrad in het King Biscuit Time-radioprogramma van KFFA. In mei nam Chris Strachwitz von Arhoolie Records de band op en bracht de opnamen onder Williamsons naam uit als King Biscuit Time. In 1967 namen twee Fieldrecorders Stackhouse op, een keer onder de naam Blues Rhythm Boys (met Peck Curtis en Robert Nighthawk) en een keer met zijn langjarige metgezel Carey 'Ditty' Mason. Na diens overlijden verhuisde hij naar Memphis. Tijdens de jaren 1970 werd hij onderdeel van de bluesrevivals, speelde hij op festivals en toerde hij met de King Biscuit Boys. In 1976 reisde hij zelfs naar Wenen, waar hij opnam voor Wolf Records. Eind jaren 1970 trok hij zich terug uit de muziekbusiness en ging hij terug naar Helena.

## Overlijden
Hij overleed in september 1980 op bijna 70-jarige leeftijd in het ziekenhuis van Helena. Om hem te eren is een van de vijf podia tijdens het Arkansas Blues en Heritagefestival naar hem benoemd (Houston Stackhouse Acoustic Stage).

## Discografie
- 1994: Cryin' Won't Help You
- 1999: Big Road Blues
- ????: Masters of Modern Blues (Robert Nighthawk, Houston Stackhouse)